# Black Swans and Wormhole Wizards
Black Swans and Wormhole Wizards ist das 13. Studioalbum des US-amerikanischen Rockmusikers Joe Satriani. Es erschien am 5. Oktober 2010 unter dem Musiklabel Epic Records. Das Album erreichte die Top 40 der Musikcharts in sieben Ländern und ist Satrianis erstes Studioalbum nach seiner Arbeit mit Chickenfoot und deren gleichnamiger Debutveröffentlichung.

## Hintergrund
Nachdem Satriani seine G3-Konzerte fertiggestellt hatte, verbrachte er etwas Zeit zu Hause, um neue Musik für ein Soloalbum aufzunehmen. In zwei Monaten, die er selbst als „überaus produktiv“ und „erlösend“ beschreibt, habe er ein „Bündel von 16 Liedern“ kreiert. Mit neuer Musik im Gepäck entwarf Satriani eine ebenfalls neue Studio-Band. Diese sollte aus Mike Keneally, Chris Chaney und Vinnie Colaiuta bestehen. Die Chemie zwischen Satriani und den Bandmitgliedern beschrieb der Rockgitarrist als „eindrucksvoll“ und „fantastisch“. Zwischen Juni und August 2010 fanden die Aufnahmearbeiten für das Album in den Skywalker Sound Studios statt. Die Overdubs stellte Satriani am Valentinstag 2010 fertig. Der fertige Mix entstand in Vancouver. Gemeinsam mit seinem Ingenieur und Produzenten Mike Fraser hörte sich Satriani seine Songs das letzte Mal an und gab die Einwilligung zur Veröffentlichung. Der Albumtitel wurde am 20. August 2010 bekannt gegeben.
Die Bonustracks Heartbeats und Longing konnten durch einen Kauf des Albums bei Best Buy und Napster erworben werden.

## Besetzung
| - Joe Satriani – Gitarre · Bass · Keyboard · Audio Ingenieur · Produzent - Mike Keneally – Keyboard - Vinnie Colaiuta – Schlagzeug - Chris Chaney – Bass - Mike Fraser – Audio Ingenieur · Produzent · Mix | - Mike Boden – Audio Ingenieur · Digitales Editieren - Dann Michael Thompson – Ingenieur-Assistenz - Judy Kirschner – Ingenieur-Assistenz - Eric Mosher – Editieren · Mix - George Marino – Mastering |

## Kritikerstimmen
Allmusic-Kritiker Stephen Thomas Erlewine findet, dass das Album einen „Retro-Schimmer“ aufweist. Weiter findet Erlewine, dass sich Satriani auf dem Hard-Core-Gitarren-Album richtig ausgelassen habe: „Alle seiner Phaser und Flanger sind auf höchster Position“. Erlewine stellt einen Bezug zum Erfolgsalbum Surfing with the Alien her und findet, dass Black Swans and Wormhole Wizards Rock sei ohne aggressiv zu wirken. Abschließend vergab der US-amerikanische Musik-Kritiker drei von fünf möglichen Bewertungseinheiten für die Veröffentlichung.

## Titelliste
Alle Titel wurden von Joe Satriani komponiert.
| Nr.          | Titel                    | Länge |
| ------------ | ------------------------ | ----- |
| 1.           | Premonition              | 3:52  |
| 2.           | Dream Song               | 4:48  |
| 3.           | Pyrrhic Victoria         | 5:08  |
| 4.           | Light Years Away         | 6:11  |
| 5.           | Solitude                 | 0:57  |
| 6.           | Littleworth Lane         | 3:46  |
| 7.           | The Golden Room          | 5:19  |
| 8.           | Two Sides to Every Story | 4:10  |
| 9.           | Wormhole Wizards         | 6:27  |
| 10.          | Wind in the Trees        | 7:42  |
| 11.          | God Is Crying            | 4:52  |
| Gesamtlänge: | Gesamtlänge:             | 53:12 |

### Bonustracks
| Nr.          | Titel        | Länge   |
| ------------ | ------------ | ------- |
| 12.          | Heartbeats   | 3:25    |
| 13.          | Longing      | 3:55    |
| Gesamtlänge: | Gesamtlänge: | 1:00:32 |

## Chartplatzierungen
In Österreich belegte das Album Platz 65 der Österreichischen Musikcharts. In Flandern erreichte die Veröffentlichung Rang 77 und in Wallonien Position 65 der Ultratop-Hitparade. In Kroatien belegte Black Swans and Wormhole Wizards Platz 32 auf der Hitparade für ausländische Alben der International Federation of the Phonographic Industry. In Tschechien positionierte sich das Rockalbum auf Rang 33 der Hitparade. In den Niederlanden und Frankreich belegte das Album jeweils die Platzierungen 32 und 39 der inländischen Hitparaden. In Italien und Schottland erreichten die Veröffentlichungen Positionen von 35 und 54. Weiter konnte sich das Album Platz 34 auf der Schweizer Hitparade sichern und erreichte Platz 85 der deutschen Albumcharts. In Großbritannien konnte sich Black Swans and Wormhole Wizards auf Rang 62 der Albumcharts der Official Charts Company positionieren und erreichte die gleiche Platzierung in den britischen Download- und Physical-Album-Charts. In den Vereinigten Staaten erreichte das Album Platz 45 der Billboard 200 und erreichte die Plätze 5 und 7 auf der Top-Hard-Rock- sowie Independent-Albums-Chart.
| ChartsChartplatzierungen       | Höchstplatzierung | Wochen |
| ------------------------------ | ----------------- | ------ |
| Deutschland (GfK)              | 85 (1 Wo.)        | 1      |
| Österreich (Ö3)                | 65 (1 Wo.)        | 1      |
| Schweiz (IFPI)                 | 34 (2 Wo.)        | 2      |
| Vereinigte Staaten (Billboard) | 45 (2 Wo.)        | 2      |
| Vereinigtes Königreich (OCC)   | 62 (1 Wo.)        | 1      |